# 柔然

柔然国
大茹茹国

5世紀、柔然の最大版図

柔然（漢音：じゅうぜん、拼音：Róurán）は、5世紀から6世紀にかけてモンゴル高原を支配した遊牧国家。『魏書』『北史』『南史』などでは蠕蠕（ぜんぜん）、『宋書』『南斉書』『梁書』などでは芮芮（ぜいぜい）、『周書』『隋書』などでは茹茹（じょじょ）、『晋書』では蝚蠕と表記される。モンゴル系と考えられている。

## 概略
柔然の始祖は木骨閭といい、故にその王族は郁久閭（いくきゅうりょ）氏と言った。3世紀ごろには鮮卑拓跋部に従属していたが、鮮卑が華北へ移住した後のモンゴル高原で勢力を拡大し、5世紀初めの社崙の時代に高車を服属させてタリム盆地一帯を支配し、拓跋部によって建てられた華北の北魏と対立した。また社崙は可汗（かがん、Qaγan：後のハーンの元）の君主号を使った。社崙は北魏の明元帝の軍に敗れて逃走中に死去した。
北魏との対立を深めた柔然は南朝宋・夏・北涼・北燕・高句麗・吐谷渾と結んで北魏包囲網を形成した。夏・北涼・北燕はやがて北魏により滅ぼされるが、柔然は勢力を保ち続け、吐谷渾を介在して宋と連絡を取り合っていた。
これに不快感を覚えた北魏の太武帝は429年・449年の2回にわたる親征軍により、柔然は本拠地を落とされて可汗は逃走中に死去した。しかしそれでもなお柔然は強勢を維持し続け、北魏も対南朝の関係から北だけに目を向けるわけにはいかなかった。
柔然が本格的に弱体化するのが485年・486年に配下の高車が自立してからである。高車の反乱は治めたもののそれに乗じて、鍛鉄奴隷とみなされていた従属部族の突厥が隆盛し、552年、突厥の伊利可汗との戦闘に敗れて可汗の阿那瓌が自殺し、残党は拓跋系の懐朔鎮軍閥の主導する華北東部の北斉に援助を求めたが突厥の要請により殺され、柔然は完全に滅亡した。
柔然の一部は西へ移動し、アヴァール族として再び歴史に現れる（#柔然＝アヴァール説）。

## 歴史
以下の記述は『魏書』列伝第九十一、『北史』列伝第八十六によるもの。

### 起源
柔然とは東胡の苗裔で、姓は郁久閭氏という。神元帝（在位：220年 - 277年）の末、字を木骨閭（郁久閭氏の語源）という者が拓跋部の騎卒となる。穆帝（在位：308年 - 316年）の時、木骨閭は拓跋部を脱し、紇突隣部に依拠。木骨閭が死ぬと、子の車鹿会は部族名を「柔然」と号し、ふたたび拓跋部に服属した。車鹿会は部帥となり、毎年馬畜・貂豽皮を献上した。車鹿会が死ぬと子の吐奴傀が立ち、吐奴傀が死ぬと子の跋提が立ち、跋提が死ぬと子の地粟袁が立った。

### 柔然の勃興

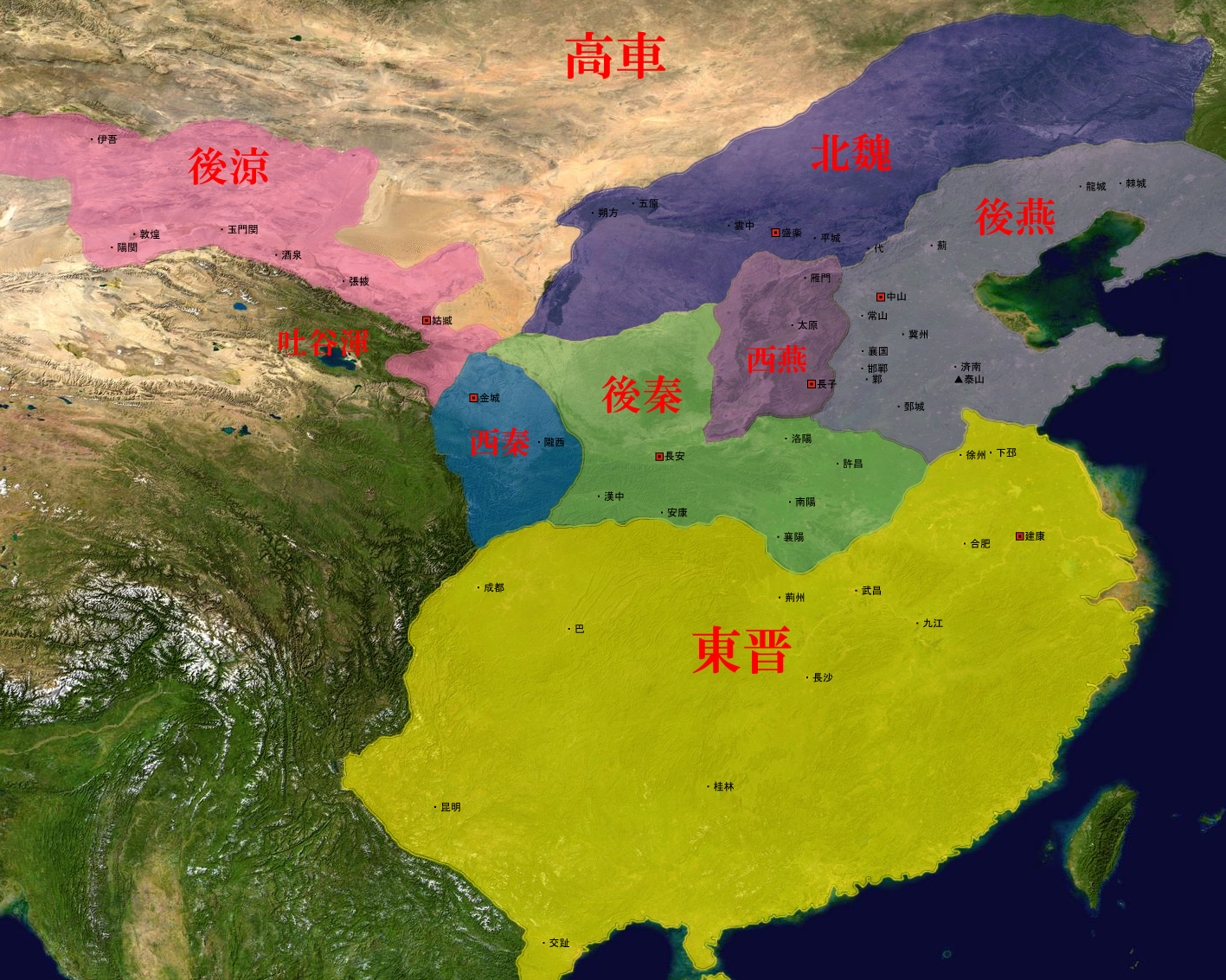
五胡十六国時代。

地粟袁が死ぬと、柔然部は東西に分かれ、東部は長男の匹候跋が継ぎ、西部は次男の縕紇提が統治した。このころ、前秦の苻堅によって代国が滅び、西部柔然は匈奴鉄弗部の劉衛辰のもとに付した。
代国を復興し、北魏を建てた拓跋珪（以下道武帝）は、周辺諸部を次々と服属させたが、柔然部だけは帰服しなかったため、登国6年（391年）10月、ついに自ら討伐を行うに至り、大磧南の床山下にて柔然の半数は捕らえられた。さらに魏将長孫嵩および長孫肥の追撃により、部帥の屋撃は殺され、匹候跋は降伏した。一方西部柔然の縕紇提は、劉衛辰のもとへ逃れるところを跋那山において道武帝率いる北魏軍に追いつかれ、ついに降伏した。
登国9年（394年）、縕紇提の子の曷多汗は兄の社崙とともに父を棄て西走したが、長孫肥の追撃にあい殺され、社崙は数百人を率いて叔父の匹候跋のもとに逃れた。しかし間もなく社崙は匹候跋を殺してその位を奪い、五原以西の諸部を略奪し漠北へ逃れた。

### 社崙の治世

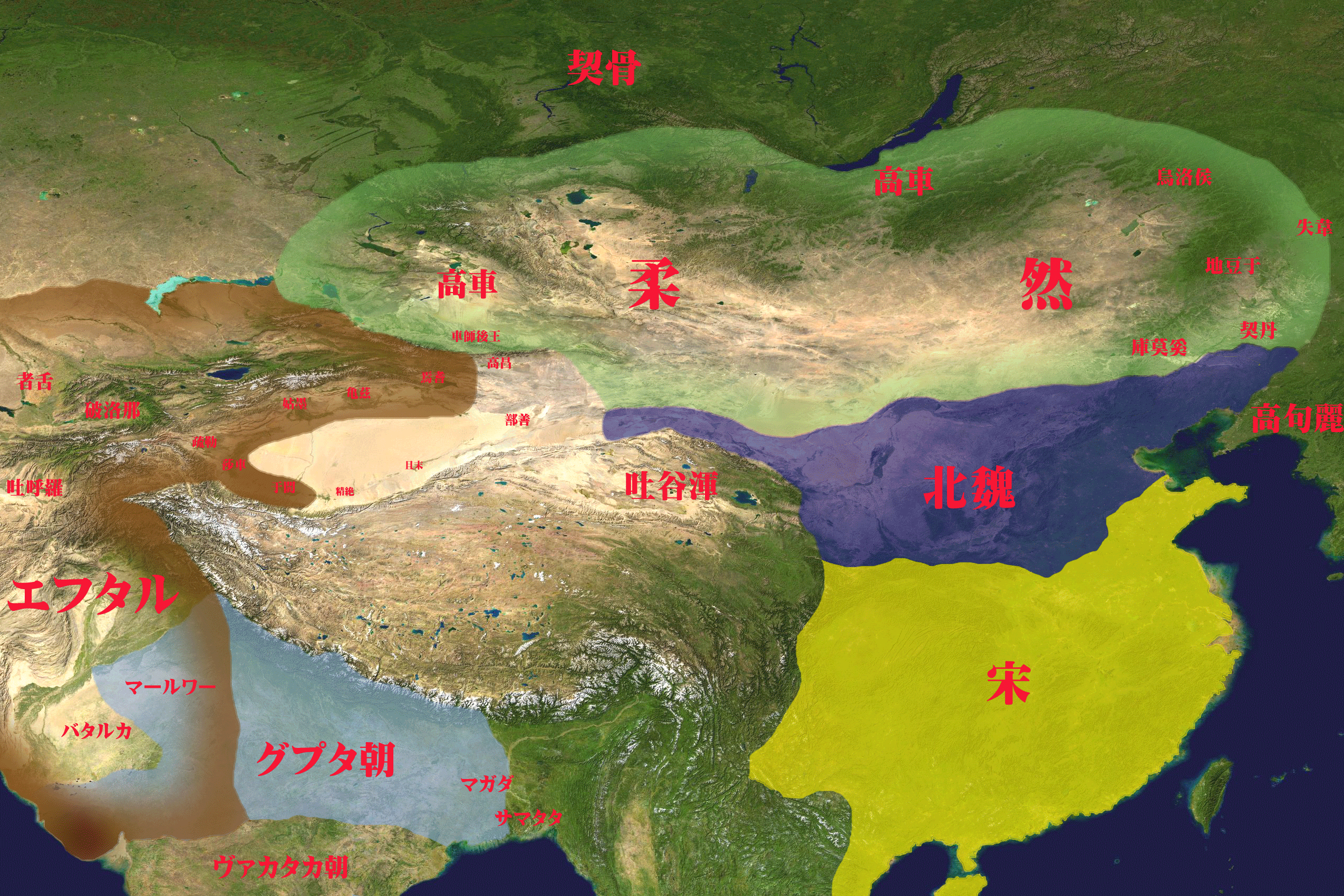
4世紀後半、柔然とその周辺国。

社崙は後秦の姚興と和親を結び、天興4年（401年）12月、道武帝が材官将軍の和突を派遣して後秦の属国である黜弗・素古延部を襲った時は、救援の軍を出して北魏軍を撃破している。
漠北へ退いた社崙は高車を侵略、その諸部をことごとく征服し、初めて軍法を立てた。その後、それより西北に匈奴の余種がおり、そこの部帥の抜也稽は反旗を翻して社崙を攻撃したが、頞根河（オルホン川）において社崙に破られことごとく征服された。このころの柔然は極めて強盛となり、西は焉耆の地（カラシャール地方）、東は朝鮮の地、北は沙漠を渡って瀚海（バイカル湖）にまでおよび、南は大磧（陰山山脈北麓の砂礫地帯）に臨んだ。ここにおいて社崙は自ら丘豆伐可汗（在位：402年 - 410年）と号した。
天興5年（402年）12月、社崙は北魏が姚興を撃つと聞き、遂に長城を越え参合陂に入り、南は豺山及び善無北澤に至る。道武帝は常山王拓跋遵を派遣しこれを追撃するが追いつかなかった。天賜年間、社崙の従弟の悦代・大那等は社崙を殺して大那を即位させようと謀るが発覚し、大那等は北魏に亡命した。永興元年（409年）冬、社崙はまた長城を越える。永興2年（410年）、明元帝は柔然を討伐、社崙は遁走し道中死去した。社崙の子の度抜はまだ幼かったので、部落は社崙の弟斛律を立て藹苦蓋可汗（在位：410年 - 414年）と号した。

### 斛律・歩鹿真
永興3年（411年）、斛律の宗人の悦侯・咄触干ら数百人が北魏に降った。斛律は威を畏れて自守し、南侵しなくなって北辺は安静した。神瑞元年（414年）、斛律は娘を北燕の馮跋に嫁がせようするさなか、斛律の長兄の子の歩鹿真は、柔然の大臣の樹黎・勿地延らと共謀し、斛律を捕らえ娘ともども馮跋のもとへ放逐し、可汗に即位した。歩鹿真は社崙の子の社抜とともに、昔社崙の時代に恩があった叱洛侯家に至り、そこの少妻から叱洛侯が歩鹿真を殺し、大檀を即位させようと企てていることを聞き、即座に叱洛侯を包囲した。叱洛侯は自害したので、歩鹿真は大檀を襲った。しかし、逆に捕えられて絞殺された。

### 大檀の治世
歩鹿真を殺した大檀は可汗に推戴され、牟汗紇升蓋可汗（在位：414年 - 429年）と号した。12月、大檀は北魏の北辺を侵した。明元帝はこれを親伐し、山陽侯奚斤等を遣わしこれを追撃したが大雪にあい、あえなく撤退した。泰常8年（423年）に明元帝が崩御すると、太武帝が即位した。始光元年（424年）秋、大檀はこれに乗じて雲中で略奪、太武帝は親伐するが包囲されてしまう。しかし、北魏軍の軍士が柔然の部帥の於陟斤を射殺すると、それを恐れた大檀は撤退する。翌年、太武帝は大挙し東西五道を並進して柔然を討ち、大檀は北へ逃れた。神䴥元年（428年）8月、大檀の子の将万余騎を派遣して塞に入り、辺民を殺掠し逃走。北魏の高車軍は追撃しこれを破る。神䴥2年（429年）、太武帝はふたたび柔然討伐の軍を発し、栗水に至る。大檀の民衆は西奔し、大檀の弟の匹黎は兄の所へ赴こうとしたが、平陽王長孫翰の軍に遭遇し、長孫翰はこれを撃ち、その大人数百人を殺した。大檀はこれを聞くと震怖し、廬舎を焼いて西走し、国落は四散した。その後、大檀の部落は衰弱し、大檀自身も病気になり死去した。

### 呉提・吐賀真
大檀が死ぬと子の呉提が即位し、敕連可汗（在位：429年 - 444年）と号した。神䴥4年（431年）より呉提は北魏に朝貢するようになり、しばらくの間両国に平和が訪れた。しかし、太延2年（436年）になると、また長城を越えて辺部を侵した。太延4年（438年）、太武帝は北伐を開始したが、柔然に遭遇できず撤退する。時に漠北は大旱魃に見舞わされ、水草がなく北魏軍の軍馬が多数死んだという。太平真君4年（443年）、太武帝は漠南に出兵し柔然を襲撃、鹿渾谷にて呉提と遭遇。呉提は遁走するが、追撃され頞根河（オルホン川）に至って撃破される。太武帝は翌年も漠南に出兵し、呉提は遠く遁走した。その後呉提は死に、子の吐賀真が即位し、処可汗（在位：444年 - 450年）と号す。太平真君10年（449年）、太武帝は北伐を開始。吐賀真は高涼王拓跋那に大敗し、これ以後北辺を侵さなくなった。

### 予成の治世
太平真君11年（450年）、吐賀真が死に、子の予成が即位し、受羅部真可汗（在位：450年 - 485年）と号した。和平5年（464年）、予成は柔然独自の元号を立てて永康元年とした。永康7年（470年）8月、予成が北辺を侵したので、献文帝は北討した。永康8年（471年）、柔然は南朝宋に朝貢する。永康9年（472年）2月、柔然は北魏に侵入した。北魏はこれを討ち、柔然別帥の阿伏干部を降伏させる。永康12年（475年）、予成が北魏に通婚を求めた。予成は何度も国境を侵犯してきたので、北魏の官僚は使者を拒絶し、軍を出撃させて柔然を討伐することを求めた。しかし、献文帝は柔然を討つべきではないとし、柔然には「婚姻とは軽々しく行うものではない」と伝えた。そのため予成は献文帝の在位中には改めて通婚を求めなかった。永康14年（477年）4月、予成は莫何去汾の比抜らを北魏に派遣し、良馬や貂の皮衣を献上した。永康17年（480年）3月、柔然は北魏に遣使を送って朝貢する。また、南朝斉に遣使を送って朝貢し、南朝斉の太祖（蕭道成）に北魏を挟撃することを提案した。この後数年間、柔然は北魏と南朝斉に遣使を送って朝貢した。永康22年（485年）12月、柔然は北魏の塞を侵犯し、任城王元澄は衆を率いてこれを防ぐ。この年、予成は死去し、子の豆崙が継いで伏古敦可汗（在位：485年 - 492年）となる。

### 豆崙・那蓋・伏図・醜奴

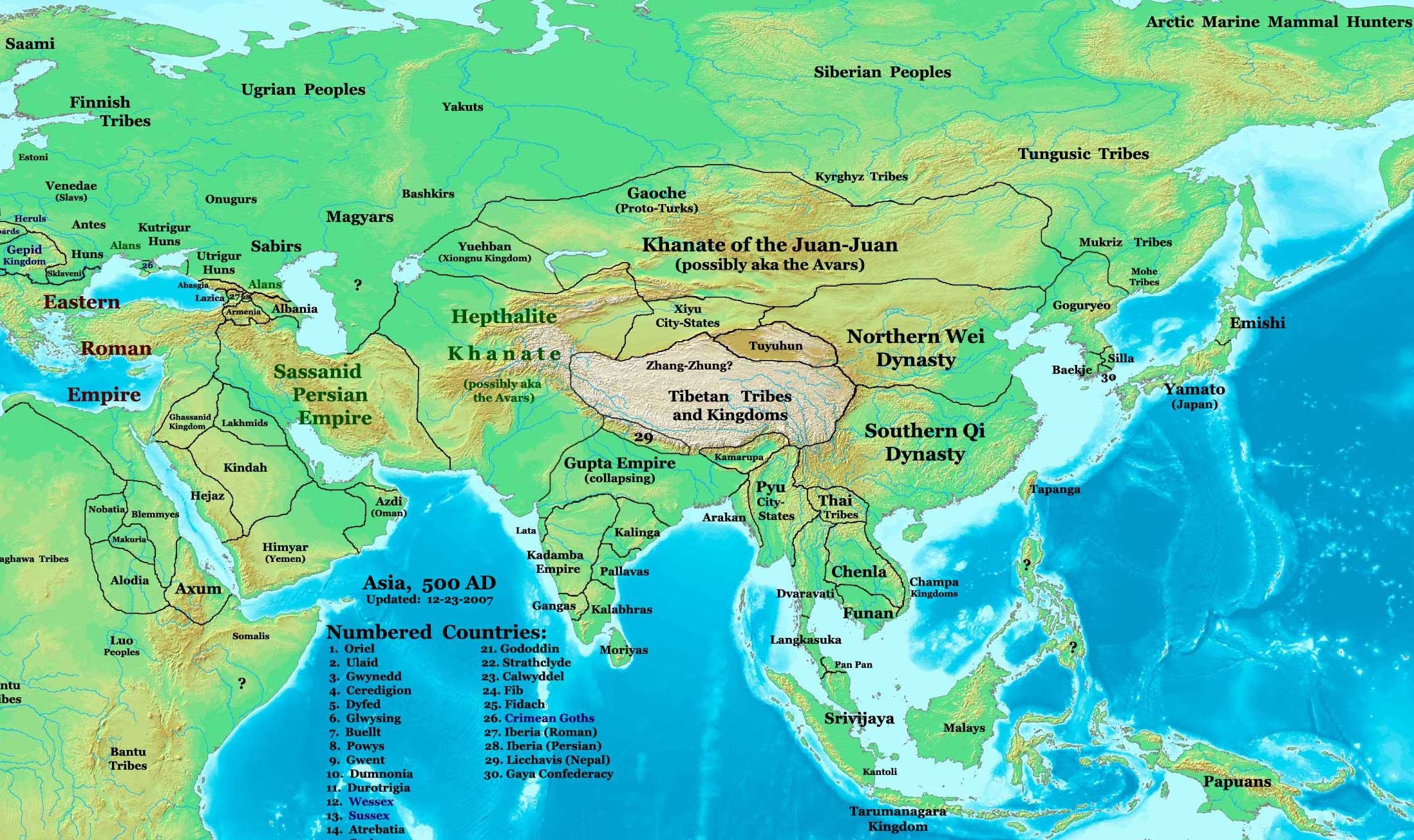
柔然と周辺国。＝柔然、＝北魏、＝南斉、＝悦般、＝エフタル

太平3年（487年）8月、柔然は北魏の塞を侵す。これに対し、北魏の平原王陸叡は5千騎を率いてこれを討ち、柔然帥の赤阿突らを捕える。このほかにも豆崙は頻繁に北魏の塞を侵犯したので、柔玄鎮将の李兜はこれを討った。この年、柔然隷属下の高車副伏羅部の阿伏至羅とその従弟の窮奇は、豆崙の北魏侵犯を諫めたが、豆崙が聞き入れないので、所部の衆10余万落を率いて、柔然から離反した。豆崙はこれを討つが敗戦を重ね、東へ移った。太平8年（492年）8月、北魏の孝文帝は陽平王元頤・左僕射の陸叡を都督とし、領軍将軍の斛律桓ら12人の将軍、騎兵7万を統率して豆崙を討伐させた。豆崙は叔父の那蓋とともに高車の阿伏至羅を撃った。豆崙は浚稽山の北から西方に向かい、那蓋は金山（アルタイ山脈）から出た。豆崙は何度も阿伏至羅に敗れたが、那蓋は勝利と戦利品の獲得を重ねた。これにより柔然の民衆は那蓋に天の助けがあるとし、那蓋を推戴して可汗としようとした。那蓋は固辞したので、民衆は豆崙母子を殺害し、遺体を那蓋に示した。こうして那蓋は可汗位を継ぎ、候其伏代庫者可汗と号した。太安13年（504年）9月、柔然の12万騎は六道より並進し、沃野鎮・懐朔鎮に至って、南の恒州・代郡を略奪しようとした。北魏の宣武帝は左僕射の源懐にこれを討たせ、柔然を遁走させた。太安15年（506年）、那蓋が死去すると、子の伏図が立って、他汗可汗と号し、称元して始平元年とした。10月、伏図は紇奚勿六跋を朝献の使者として北魏に派遣し、和親を結ぶことを願い出た。しかし、宣武帝は使者に回答をしなかった。始平3年（508年）9月、伏図は再び紇奚勿六跋を北魏に派遣して、一封の函書を奉じ、また貂の皮衣を献上させた。しかし、宣武帝は受け取らず、先年の説得を繰り返して帰国させた。この頃、伏図は高車王の弥俄突と蒲類海（バルクル湖）北で戦い、これを破る。しかし、北魏の龍驤将軍の孟威がやってくることを知ると、伏図は怖れて遁走し、これに乗じて反撃してきた弥俄突に殺害された。柔然では伏図の子の醜奴が即位し、豆羅伏跋豆伐可汗と号した。建昌9年（516年）、醜奴は西の高車を征討してこれを大破し、高車王の弥俄突を捕らえて殺害した。柔然は反逆した者を全て併呑し、再び強盛となった。この頃柔然は初めて城郭を築き、木末城と命名した。8月、柔然は南朝梁に遣使朝献した。建昌10年（517年）12月、柔然は再び俟斤の尉比建と紇奚勿六跋・鞏顧礼らを北魏に遣わして朝貢した。柔然はこの時、北魏と対等の礼で接したため、今まで同様北魏に相手にされないところであったが、北魏の朝儀で漢と匈奴の故事に依ったため、北魏から初めて返答が返ってきた。

### 阿那瓌の治世
北魏の正光元年（520年）、醜奴がその母の侯呂陵氏と大臣に殺されると、弟の阿那瓌が立って可汗となった（この時点では可汗号がない。また、阿那瓌から柔然の元号を立てなくなる）。阿那瓌が即位してから10日、族兄の俟利発（イルテベル：官名）の示発が数万の軍勢を率いて攻撃してきた。阿那瓌は戦ったが敗れ、弟の乙居伐を伴って軽騎で北魏に逃れて帰順した。まもなく阿那瓌の母である侯呂陵氏と二人の弟は示発に殺害された。正光2年（521年）1月、阿那瓌ら54人が別辞を述べることを求めた。孝明帝は西堂に臨御すると、阿那瓌と叔父や兄弟5人を引見し、堂上に昇らせて座を賜い、中書舎人の穆弼に慰労の言葉を伝えさせた。孝明帝は侍中の崔光・黄門の元纂に詔を下し、城外で阿那瓌を激励して見送らせた。時に阿那瓌が出奔した後の柔然本国では、阿那瓌の従兄の俟利発の婆羅門が数万人を率いて示発を討伐し、これを破ったので、柔然人は婆羅門を推戴して可汗とし、弥偶可社句可汗（在位：521年 - 524年）と号していた。この時、安北将軍・懐朔鎮将の楊鈞は阿那瓌が復権することが難しいことを上表した。しかし孝明帝は聞き入れず。2月、孝明帝は柔然使者の牒云具仁を派遣して、婆羅門に阿那瓌を迎えて国を返すよう説得させた。しかし、婆羅門は傲慢で従わず、牒云具仁に礼敬を強要した。牒云具仁は節を持って屈服しなかった。そこで婆羅門は牒云具仁に莫何去汾・俟斤の丘升頭ら6人と2千の兵を付けて、阿那瓌を出迎えさせた。5月、牒云具仁は懐朔鎮に帰還し、柔然の情勢を報告した。阿那瓌は懼れて入国しようとせず、上表して洛陽への帰還を求めた。しかしこの時、婆羅門は高車に放逐され、十部落を率いて涼州に赴き、北魏に帰順・投降したので、阿那瓌は数万人の柔然人に迎えられ復権することができた。孝昌元年（525年）春、阿那瓌は軍を率いて破六韓抜陵を討伐した。孝明帝は詔を下して牒云具仁を派遣し、阿那瓌を慰労して届けさせた各種の品々を賜った。阿那瓌は詔命を拝受し、兵十万を指揮して武川鎮から西の沃野鎮に向かい、何度も破六韓抜陵軍と戦って勝利した。4月、孝明帝は再び通直散騎常侍・中書舎人の馮儁を阿那瓌への使者として派遣し、慰労の言葉を伝えて各々に下賜を行わせた。すでに阿那瓌の部落は平穏であり、兵馬は次第に大勢力となったので、阿那瓌は敕連頭兵豆伐可汗と号した。永熙3年（534年）12月、孝武帝が毒殺されると、北魏は東西に分裂し、翌年（535年）1月、東魏と西魏が成立した。東魏と西魏は柔然と婚姻関係を結び、以後頻繁に政略結婚が行われた。北斉の天保3年（552年）、阿那瓌は突厥に敗れて自殺した。太子の菴羅辰と阿那瓌の従弟の登注俟利、登注俟利の子の庫提は皆民衆を従えて北斉に亡命した。柔然の残党は登注俟利の次子の鉄伐を即位させて可汗とした。

### 柔然の終焉
天保4年（553年）、文宣帝は登注俟利と子の庫提を送って北方に帰還させた。まもなく鉄伐が契丹に殺害され、柔然の民衆は登注俟利を即位させて可汗とした。しかし、登注俟利も大人の阿富提に殺害され、また柔然の民衆は庫提を即位させて可汗とした。この年、再び突厥に攻撃され、全国民を伴って北斉に亡命した。それで文宣帝は北方の突厥を討伐し、柔然を迎え入れると、可汗庫提を廃位して、阿那瓌の子である菴羅辰を即位させて可汗とした。文宣帝は自ら朔方で突厥を追撃した。突厥が投降を願うと、これを許して帰還した。かくして柔然の貢献は絶えなくなった。天保5年（554年）3月、菴羅辰が反乱を起こすと、文宣帝が自ら討伐し、これを大破した。菴羅辰父子は北方に逃れた。4月、柔然が肆州に侵攻したので、文宣帝は晋陽から柔然を討伐に赴き、恒州の黄瓜堆に至ると、柔然軍は散り散りに逃げ去った。この時、主力軍が帰還した後、文宣帝麾下の千騎余りが柔然の別部の軍勢数万と遭遇し、四方から包囲・圧迫された。文宣帝は普段と変わらず平静で、戦闘を指揮した。柔然軍は薙ぎ倒され、ついに北斉軍は兵士を放って包囲を突破し、脱出した。柔然軍が撤退・逃走すると、これを追撃した。25里にわたって死体が連なり、菴羅辰の妻子と3万人余りの捕虜を獲得した。5月、再び文宣帝は柔然を討伐し、これを大破した。6月、柔然は部民を率いて東方に移動し、南方に侵攻しようとした。これに対し、文宣帝が軽騎兵を率いて金川下流で迎え撃とうとしたので、柔然は文宣帝の動きを聞いて遠方に逃れた。天保6年（555年）6月、再び文宣帝は自ら柔然を討伐した。7月、文宣帝は白道に駐屯し、輜重を留めると、自ら軽騎兵5千を率いて柔然を追撃した。自らも矢や投石に身を晒し、何度も柔然軍を大破した。沃野に至ると、多くの捕虜・戦利品を獲得して帰還した。この時、柔然は何度も突厥に敗れていたので、遂に部落の千家余りを率いて関中に亡命した。すでに突厥は軍勢の強大さを恃み、また西魏とも友好関係にあった。突厥の木汗可汗（在位：553年 - 572年）は柔然の残党が西魏や北斉を頼ることを怖れ、駅馬を乗り継がせて使者を派遣し、安心を得るために皆殺しにするよう求めた。西魏の宇文泰は論議してこれを許可し、柔然可汗以下、3千人余りを捕縛して、彼らを青門外で斬殺した。未成年者は免除して、全員を王公の家に分け与えた。

## 名称
『北史』などによると 「柔然」という民族名は、族長の車鹿会が「柔然（nyunyen:当時の推測音）」と号したことに始まったという。また、『晋書』では「蝚蠕 (nyunyen)」、『魏書』・『北史』・『南史』などでは「蠕蠕 (nyennyen)」、『宋書』・『南斉書』・『梁書』などでは「芮芮 (nyuinyui)」、『周書』・『隋書』などでは「茹茹 (nyunyu)」、西夏文字による『文海』では柔然の後裔部落が (dyudyu) と表記された。これらの原音は不明だが、一説では「abarga」（中世モンゴル語で蛇・蠕動）若しくはその変化形で、意訳されたのが「柔然」や「茹茹」等、音訳されたのが「Avars」や「阿抜」や「Apar」であるとしている。
『魏書』・『北史』・『南史』などで「蠕蠕（じゅじゅ）」、『晋書』では「蝚蠕」と表記されるのは、「柔然」をさらに中国側で別の不好の文字をもって異字訳したものである。「蠕蠕」・「蝚蠕」と虫に関する文字を用いているのは、彼らの氏族トーテムの関係と侮蔑的な意図から特に北朝の人々が用いたものであり、柔然人自身が自分たちを指す場合と、侮蔑的な意図がない場合は「茹茹」・「芮芮」と記されている。

### 研究史
他に過去にはいくつかの仮説があった。
- 白鳥庫吉説…モンゴル語の「tsetsen（賢明）」であるとした。
- 藤田豊八説…モンゴル語の「jušun（法則・礼儀）」であるとした。
- H.W.Haussing 説…「柔然」は自称ではなく、北魏人が彼らを外国人として、アルタイ語の「jojin（異国人）」と呼んだものの漢字音訳であるとした。
- P.Boodberg 説…アルタイ語で、あるヨモギ類の植物を指す「javčan」であるとした。Boodberg のヨモギ説について内田吟風は、『資治通鑑』巻八十一太康六年注引『何氏姓苑』において、「宇文氏は炎帝の出自であり、その後、草の効能を試したため、鮮卑語で草をいう『俟汾（しふん）』から、俟汾氏と名乗り、その後訛って『宇文氏』となった」とあり、『魏書』序紀では、「拓跋」の語源を「土を謂いて托となし、后を謂いて跋となし、故に氏となす」とあるように、族名が草や土から名づけられるケースがあり、柔然もこの類だとすれば、「茹茹」，「芮芮」と草に関する文字を用いているのにも説明がつくのではないかとした[3]。

## 習俗

### 衣食住
夏は漠北で暮らし、冬になると漠南に移動し、また夏になると漠北に帰る。というように移動しながら狩猟・牧畜をして生活をしていた。中国のように城郭をもたず、氊帳（穹廬）に住み、移動の際にはそれを折りたたみ、家財道具とともに轀車（おんしゃ：荷車、キャンピングカー）に載せて運搬する。入口は必ず太陽の昇る東側に向け、東面の座を上座とした。食物は酪（らく：乳製品）と肉を常食とし、穀物も食べていた。髪型は辮髪で、服装は錦・革製の短上衣、口の窄いズボン、深い靴、外套を身につけていた。

### 政教
柔然の君主は可汗（カガン：Qaγan）といい、中国で言う皇帝にあたる。皇后にあたるのは可賀敦（カガトゥン：Qaγatun）という。可汗はたいてい国の大臣たちによって郁久閭氏の中から選出されて決まる。その際、死後に諡をつける中国とは異なり、即位後すぐにその性格などから可汗号をつける。可汗の下には後の突厥にも見られる俟斤（イルキン：Irkin）・莫何去汾（ばくかきょふん）・俟利発（イルテベル：Iltäbär）・吐豆発（トゥドゥン：Tudun）・俟利莫何（しりばくか）などの官職がある。
毎年秋には可汗以下王侯酋長が集い、敦煌・張掖の北にて国会を開催し、祭祀・議会を行った。彼らは天・鬼神・天上界の生活を信じ、シャーマンは医術呪術を行い、祈祷・斎潔を掌り、神・天上界との媒介をなし、風雪等の自然現象を左右し得るものと信じられた。このようにシャーマニズムを信奉する一方、この当時仏教も入ってきており、可汗のひとり、郁久閭婆羅門という名は仏教の影響（婆羅門）を受けているものと思われる。また、他のアルタイ諸民族同様、柔然も狼をトーテム獣としており、柔然はそれを隠語として「虫」と呼んでいた。

### 結婚
可汗位は、郁久閭氏の世襲で、その婚族には匈奴のように特定の一族がいたのかは不明であるが、突厥酋帥の土門が柔然可汗の阿那瓌に阿那瓌の娘と結婚することを申し出たのに対し、突厥が柔然の鍛鉄奴隷であったため断られた。というように結婚における氏族の尊卑が重視された。また、匈奴・烏桓・鮮卑同様、夫に先立たれた妻は、夫の兄弟の妻となる風習（レビラト婚）があった。

### 産業
彼らは狩猟・牧畜を生業としており、その産物である馬や貂皮などでもって中国と交易をした。穀物や綿、さらには漢方薬・書物を中国からの輸入に頼った。

## 民族・言語系統
『宋書』・『梁書』・『南史』などは匈奴の別種とし、『魏書』は東胡の末裔とし、『晋書』などは河西鮮卑としているが、白鳥，藤田の研究により、柔然の言語と鮮卑（拓跋）など東胡系民族の言語が同種である点、同じく辮髪である点、生活様式が同じである点から東胡系で鮮卑や烏桓、特に史書の記述から河西に居た拓跋鮮卑と同族である可能性が高い。近年の研究では鮮卑語をモンゴル語系とする見解が有力であり、柔然の言語もモンゴル語系である可能性が高い。

## 柔然＝アヴァール説
初めて柔然＝アヴァール説を唱えたのは、フランスのジョゼフ・ド・ギーニュであった。彼は7世紀の東ローマ帝国の歴史家テオフィラクト・シモカッタの記録と中国の史書を照らし合わせ、その共通点を見出した。
テオフィラクトの記録
- テュルク (Türk) に破られる前のアヴァールは全スキタイ（東方遊牧民）中の最強者であった。
- アヴァールはテュルクに撃破されると、その一部が Taugas なる国と Mukri（ムクリ）に逃亡した。
- アヴァールの君主号は「Gagan」または「Khaghan」という。

中国の史書
- 柔然が突厥（テュルク）に撃破される以前は、北狄第一の強者であった。
- 柔然は突厥に破られると、その一部は西魏に逃亡した。
- 柔然の君主号は「可汗」という。

ドギーニュはこの3点から柔然＝アヴァールと推定したのである。ちなみに、テオフィラクトの記録にある「Taugas（タウガス）」であるが、これは西魏の氏族名「拓跋」（たくはつ）にあたるとされた。
また、ドイツのヨーゼフ・マルクァルト (Josef Marquart) は、「Mukri」に逃亡したアヴァールについて、「Mukri」はメルキト部に比定し、五代後晋・後周の胡嶠『陥虜記』に「バイカル地区に嫗厥律なる種族がいた」という記述から、「嫗厥律 (Yüküelü) は、郁久閭 (Yukiulu) に間違いなく、メルキト部に柔然の一部が逃亡していた」とし、柔然=アヴァール説を一層深めた。
しかし、マルクァルトの説は妥当ではないと、フランスのシャヴァンヌ (Ed. Chavannes) は「Mukri」=「勿吉 (Muki)」とした。テオフィラクトの記録には、「Mukri は Taugas（拓跋王朝）に隣接する極めて勇武の民族」と記し、『北史』勿吉伝には、「勿吉国は高句麗の北にあり、東夷において最強である」と記していることから、勿吉がテュルクに対抗する一大勢力であり、テュルク（突厥）に敗れた柔然の一部が亡命することは極めてあり得るとした。さらにシャヴァンヌは、テオフィラクトの記録に「アヴァール民族中に住む Hermichion の王の Askel なる者が、563年に東ローマに使者をよこした」とあるが、この「Hermichion」を、真正アヴァール（柔然）が虫に関する蠕蠕と呼ばれたように、ペルシア人が偽アヴァールを Kerm（虫）の名で呼んだものであるとした。
これを裏付けるように Schaeder は、「アヴァール (Avars)」の語源はモンゴル語の「abarga（蛇、蛇動）」としている。
他にもアヴァールの君長 Anagaios は阿那瓌に比定できることや、「アヴァールの大使 Kandikh 一行がリボンをつけた長い辮髪を背に垂らしていた」「その汚れた辮髪」などという諸記録、『隋書』突厥伝李徹伝に「開皇5年（585年）、阿抜国が挙兵し、突厥の沙鉢略可汗の部落を荒涼したが、隋は援軍一万を出して沙鉢略を助けたので、阿抜軍が退去した」とあり、阿抜＝アヴァールと比定できることなどがある。
以上のことから、アヴァールとは柔然の本来の民族名で、柔然とは民族名ではなくアヴァール人が建国した国名であるとし、555年に鄧叔子の柔然は突厥に撃破され、その一部は西魏へ亡命した後、557年にはまた別の一部が勿吉に亡命し、西方では東ローマ帝国に亡命、585年の阿抜の乱において柔然の残党は滅んだと考えられる。

## 歴代君主

### 柔然部
族長
- 木骨閭…始祖（モンゴル語: Мухар）
- 郁久閭車鹿会…木骨閭の子。柔然と称す。
- 郁久閭吐奴傀…車鹿会の子
- 郁久閭跋提…吐奴傀の子
- 郁久閭地粟袁…跋提の子

東西に分裂
1. 郁久閭匹候跋…地粟袁の長子。東部柔然
  - 郁久閭縕紇提…地粟袁の次子。西部柔然
2. 郁久閭社崙…縕紇提の子

### 柔然可汗国
可汗
1. 丘豆伐可汗（社崙）（402年 - 410年）（モンゴル語: Жолоо барих хаан）
2. 藹苦蓋可汗（斛律）（410年 - 414年逐）…社崙の弟（モンゴル語: Ухаалаг хаан）
3. 郁久閭歩鹿真（414年殺）…社崙・斛律の長兄の子
4. 牟汗紇升蓋可汗（大檀）（414年 - 429年）…社崙の叔父（僕渾）の子（モンゴル語: Мохошгуй хаан）
5. 敕連可汗（呉提）（429年 - 444年）…大檀の子 （モンゴル語: Тэнгэрийн хаан）
6. 処可汗（吐賀真）（444年 - 450年）…呉提の子（モンゴル語: Цор хаан）
7. 受羅部真可汗（予成）（450年 - 485年）…吐賀真の子（モンゴル語: Зол завшаан хаан）
8. 伏古敦可汗（豆崙）（485年 - 492年殺）…予成の子（モンゴル語: Бэхэд хаан）
9. 候其伏代庫者可汗（那蓋）（492年 - 506年）…豆崙の叔父（モンゴル語: Хөгжих бэхлэгч хаан）
10. 他汗可汗（伏図）（506年 - 508年殺）…那蓋の子（モンゴル語: Дархан хаан）
11. 豆羅伏跋豆伐可汗（醜奴）（508年 - 520年殺）…伏図の子（モンゴル語: Дүрэм бадралт хаан）
12. 敕連頭兵豆伐可汗（阿那瓌）（520年 - 552年自殺）…醜奴の弟（モンゴル語: Тэнгэрийн мэдэлт хаан）
  - 弥偶可社句可汗（婆羅門）（521年 - 524年）…阿那瓌の従父兄（モンゴル語: Амар тайван хаан）
13. 郁久閭鉄伐（552年 - 553年殺）…登注の次子
  - 郁久閭鄧叔子（552年 - 555年処刑）…阿那瓌の叔父
14. 郁久閭登注（553年殺）…阿那瓌の従弟
15. 郁久閭庫提（553年廃）…登注の子
16. 郁久閭菴羅辰（553年 - 554年）…阿那瓌の子

## 元号
1. 永康（464年 - 485年）
2. 太平（485年 - 492年）
3. 太安（492年 - 506年）
4. 始平（506年 - 508年）
5. 建昌（508年 - 520年）